# Eurytoma nikolskayae
Eurytoma nikolskayae är en stekelart som beskrevs av Zerova 1989. Eurytoma nikolskayae ingår i släktet Eurytoma och familjen kragglanssteklar.
Artens utbredningsområde är:
- Bulgarien.
- Ukraina.

Inga underarter finns listade i Catalogue of Life.